# Artamus fuscus
Artamus fuscus е вид птица от семейство Artamidae.

## Разпространение
Видът е разпространен в Бангладеш, Бутан, Камбоджа, Китай, Индия, Лаос, Мианмар, Непал, Шри Ланка, Тайланд и Виетнам.